# ジャック・フーリー
ジャック・フーリー（Jaque Fourie、1983年3月4日 - ）は、南アフリカ・カールトンビル出身の元ラグビーユニオン選手、現指導者。現役時代は南アフリカ代表だった。

## プロフィール
- ポジションはセンター(CTB)。
- 身長190cm、体重115kg。
- ニックネームはモシ。
- 南アフリカ共和国代表キャップは72。（2016年6月現在）

## 略歴
7歳からラグビーを始める。 
モニュメント高校卒業後、2003年にキャッツ（現・ライオンズ）へ加入。
2007年、ラグビーワールドカップ2007の南アフリカ共和国代表に選ばれた。
2010年、ストーマーズに加入。
2011年、ラグビーワールドカップ2011の南アフリカ共和国代表に選ばれ、パナソニック ワイルドナイツに加入。同年11月20日に行われたジャパンラグビートップリーグ第4節のHonda HEAT戦にて途中出場で日本での公式戦初出場を果たす。
2012年、神戸製鋼コベルコスティーラーズに加入。
2017年1月14日、ジャパンラグビートップリーグ最終節 サントリーサンゴリアス戦（於ノエビアスタジアム神戸）を以って現役引退。
2019年ラグビーW杯では、アメリカ代表のBKコーチを担当している。